# حمض سكري
الأحماض السكرية هي صنف من الأحماض الكربوكسيلية التي تتألف من وحدة سكر أحادي مرتبطة بمجموعة حمض كربوكسيلي في إحدى نهايات سلاسله.
تتضمن أنماط الأحماض السكرية الرئيسية كل من:
- أحماض الألدونيك، والتي تنتج عن أكسدة مجموعة الألدهيد (CHO−) الواقعة على المجموعة الطرفية الأولية للسكر الألدهيدي (ألدوز).
- أحماض الأولوسونيك، والتي تنتج عن أكسدة مجموعة (CH2(OH− في الموقع 2 للسكر الكيتوني (كيتوز)؛ فيتشكل α-حمض كيتو.
- أحماض اليورونيك، والتي تنتج عن أكسدة مجموعة (CH2(OH− في سكر ألدهيدي (ألدوز) أو سكر كيتوني (كيتوز).
- أحماض الألداريك، وتنتج عن أكسدة الطرف CHO− والطرف (CH2(OH− في السكر الألدهيدي (ألدوز)، بالتالي فهي أحماض أحماض ثنائية الكربوكسيل.

|  |  |  |  |

## أمثلة
من الأمثلة على أصناف الأحماض السكرية
- أحماض الألدونيك
  - حمض الغليسيريك (3C)
  - حمض الزيلونيك (5C)
  - حمض الغلوكونيك (6C)
  - حمض الأسكوربيك[2] (6C، لاكتون غير مشبع)
- أحماض الأولوسونيك
  - حمض النيورامينيك
- أحماض الأورونيك
  - حمض الغلوكورونيك (6C)
  - حمض الغالاكتورونيك (6C)
  - حمض الايديورونيك (6C)
- أحماض الألداريك
  - حمض الطرطريك (4C)
  - حمض الغالاكتاريك (6C)
  - حمض السكريك (6C)

|  |  |